# Sebastião Navarro Vieira
Sebastião Navarro Vieira (Botelhos, 30 de setembro de 1911  — 05 de maio de 1996) foi um empresário, dentista, escritor e político brasileiro.

## Biografia
Era filho de Climério de Paula Vieira e Francisca Navarro Vieira. Casado com Alice de Podestá Navarro Vieira, tiveram Sebastião Navarro Vieira Filho, que também seguiu a carreira política. Estudou no Ginásio São José, em Alfenas. Na mesma cidade, graduou-se em Odontologia em 1929, na Faculdade de Farmácia e Odontologia de Alfenas.
Exerceu a profissão de dentista nas cidades de Monte Belo, Muzambinho, Poços de Caldas, Botelhos e Cabo Verde, todas no sul de Minas Gerais.
Em 1935, ingressou na Ação Integralista Brasileira (AIB), tendo sido um importante líder do movimento integralista na região e membro da Câmara dos Quarenta, órgão consultivo da direção Integralista, composto por “personalidades de elevado valor moral e intelectual da AIB”. Preso pela ditadura por ocasião do Levante Integralista de 1938 e julgado pelo Tribunal de Segurança Nacional, foi impronunciado.
Após o fim da ditadura varguista, foi um dos fundadores do Partido de Representação Popular (PRP), tendo atuado como Presidente Regional e Membro do Diretório Nacional do Partido.
Foi eleito deputado estadual em Minas Gerais, pelo PRP, para a 4ª e 5ª legislatura da Assembleia Legislativa de Minas Gerais, de 1959 a 1967. Tendo sido reeleito para 6ª legislatura, pela Aliança Renovadora Nacional (ARENA). Durante a 5ª legislatura licenciou-se para desempenhar o cargo de Secretário de Estado para Assuntos de Ação Social do Governo de Israel Pinheiro da Silva, sendo substituído na Assembleia pelo deputado Lelis Ferreira Chaves durante este período.
Ainda pela ARENA, foi eleito Deputado Federal por Minas Gerais para a 44.ª legislatura (1971-1975) e reeleito para a 45.ª (1975-1979).
Sebastião Navarro Vieira foi membro da Arcádia Sulmineira de Letras, com sede em Alfenas-MG, e foi condecorado com diversas medalhas, dentre as quais a Comenda Pedro Paulo Penido, de Mérito Odontológico, pela Associação Brasileira de Odontologia.

## Obras publicadas
- Política nacional do café: a falência da política cafeeira
- Em busca da verdade: sobre a usina atômica de Poços de Caldas
- Mercado de Trabalho: desemprego e mão-de-obra especializada (1966)
- Vitória de luta antiga (contra injustiças fiscais discriminatórias, sobre ICM pago em Minas e isento em outros Estados) (1971)
- Dia Nacional de Ação de Graças: A Tradição, a Fé e o Reformismo (1972)
- Arena Mineira: Uma Arena de Discórdias (1973)[1][2]